# Demonaks
Demonaks (gr. Δημώναξ) – rzymski filozof cynicki z nurtu radykalizmu kontestującego. Żył w I - II wieku n.e.  Studiował dokładnie myśli innych filozofów, co jest wyjątkowe wśród cyników. Uważał, że szczęście polega na wolności. Za wolnego uważał człowieka, który niczego się nie boi ani niczego nie oczekuje. Z szacunkiem odnosił się do trudu i ćwiczenia, gloryfikował autarkię (poleganie na samym sobie, samowystarczalność). Przyjął filantropijny czynnik cynizmu.